# La Combattante
La Combattante je označení francouzských válečných lodí, produkovaných francouzskou loděnicí Constructions Mécaniques de Normandie (CMN) v Cherbourgu. Raketové čluny různých řad La Combattante byly exportovány do řady zemí.

## Realizované projekty
| Třída                  | Fotografie        | Uživatel                                                                       | Typová řada          | Jednotky | Poznámka                                                                       |
| ---------------------- | ----------------- | ------------------------------------------------------------------------------ | -------------------- | -------- | ------------------------------------------------------------------------------ |
| La Combattante         |                   | Francouzské námořnictvo                                                        | La Combattante       | 1        | vyřazen 1991                                                                   |
| Třída Um Al Maradim    | Al-Garoh          | Kuvajtské námořnictvo                                                          | La Combattante I     | 8        | aktivní (2020)                                                                 |
| Třída Beir Grassa      |                   | Libyjské námořnictvo                                                           | La Combattante IIG   | 10       | 9 vyřazeno, 1 aktivní (2020)                                                   |
| Třída Kaman            | Separ (P234)      | Íránské námořnictvo                                                            | La Combattante II    | 12       | 2 potopeny, 10 aktivních (2020)                                                |
| Třída Kymothoi         |                   | Řecké námořnictvo Gruzínské námořnictvo                                        | La Combattante II    | 4        | 1 potopen, 3 vyřazeny                                                          |
| Třída Perdana          |                   | Malajsijské královské námořnictvo                                              | La Combattante IIA4L | 4        | aktivní (2020)                                                                 |
| Třída Tiger (typ 148)  | Riquelme          | Německé námořnictvo Řecké námořnictvo Chilské námořnictvo Egyptské námořnictvo | La Combattante II    | 20       | 12 vyřazeno, 8 aktivní (2020)                                                  |
| Třída Damsah           | Al Ghariyah (Q02) | Katarské námořnictvo                                                           | Combattante IIIM     | 3        | aktivní (2015)                                                                 |
| Třída Galité           | Tunis (P502)      | Tuniské námořnictvo                                                            | Combattante III      | 3        | aktivní (2015)                                                                 |
| Třída Lascos           | Blessas           | Řecké námořnictvo                                                              | La Combattante IIIN  | 10       | aktivní (2015)                                                                 |
| Třída Siri             |                   | Nigerijské námořnictvo                                                         | Combattante IIIB     | 3        | aktivní (2015)                                                                 |
| Třída Combattante FS56 |                   | Saúdské královské námořnictvo                                                  | Combattante FS56     | 3        | původně objednány Libanonem, po zrušení kontraktu přeobjednány Saúdskou Arábií |